# Bognera recondita
Bognera es un género monotípico de plantas con flores perteneciente a la familia Araceae. Su única especie, Bognera recondita es originaria del norte de Brasil donde se encuentra en la Amazonia.

## Historia
La especie fue descubierta en la década de 1970 y fue colocada en el género Ulearum. En 1984, un nuevo género, con el nombre de la Bognera en honor del especialista alemán de las aráceas Josef Bogner, fue creado para ella. Bognera se cree que está estrechamente relacionada con Dieffenbachia.

## Taxonomía
Bognera recondita fue descrita por (Madison) Mayo & Nicolson y publicado en Taxón 33(4): 690. 1984.  La especie tipo es: 
Etimología
Bognera: nombre genérico otorgado en honor del especialista alemán de las aráceas Josef Bogner.
recondita: epíteto latino que significa "oculto", en referencia al hecho de que la planta sólo se encuentra en áreas remotas de la amazonia de Brasil, cerca de la frontera peruana.  
Sinonimia
- Ulearum reconditum Madison, Aroideana 3: 101 (1980).[4]